# EyeQ
EyeQ는 2001년부터 2003년까지 활동한 덴마크의 음악 그룹이다. 주요 구성원으로는 1999년 단스크 멜로디 그랑프리(Dansk Melodi Grand Prix)에서 우승을 차지한 트리네 옙센(Trine Jepsen)이 있다.

## 앨범
- Let It Spin (2001)
- Be Okay (2002)